# Operación Inundación de Dignidad
La Operación Inundación de Dignidad de 2019-2020 fue una campaña militar del Ejército Nacional Libio (LNA, por sus siglas en inglés) bajo el mando del mariscal de campo Jalifa Hafter, que representa a la Cámara de Representantes de Libia, para capturar la región occidental de Libia y finalmente la capital, Trípoli, en poder del internacionalmente reconocido Gobierno de Acuerdo Nacional. Comenzó el 4 de abril de 2019, solo diez días antes de la Conferencia Nacional de Libia para la organización de las elecciones presidenciales y parlamentarias en Libia que se había previsto que se llevaran a cabo. A finales de junio el LNA no había conseguido tomar Trípoli y continuaban los combates contra las milicias fieles al Gobierno de Acuerdo Nacional. El 12 de enero de 2020 Hafter aceptó el alto el fuego propuesto por Turquía y Rusia en un intento por recuperar las negociaciones de paz tras diez meses de intensos combates. A principios de junio de 2020 terminaba en fracaso la operación y las tropas de Hafter se replegaban a su bastión en el este de Libia.

## Antecedentes
Después de la Caída y Muerte de Muamar el Gadafi por parte de la primera guerra civil libia en 2011, ha significado la regresión del Estado de Libia a su periodo precolonial. La revuelta ha acabado en un estado fallido, política y territorialmente fragmentado, violento, y en el que cada día que pasa parece más difícil su reconstrucción como estado unificado. El conflicto armado abierto desde 2011 se ha cobrado las vidas de más de 5000 personas, casi un millón han huido de sus hogares, sus exportaciones de crudo han descendido un 90 por ciento y las pérdidas de su PIB han sido brutales.
La lucha entre diferentes facciones se intensificó en 2014, y la Cámara de Representantes, con sede en la ciudad oriental de Tobruk, es la principal fuerza política que afirma ser el gobierno legítimo de Libia. La Cámara de Representantes fue apoyada por el Ejército Nacional Libio del mariscal de campo Jalifa Hafter. A principios de 2016, se estableció en Trípoli un gobierno rival, el Gobierno del Acuerdo Nacional (GAN), con el respaldo de la ONU y varios países. Hubo múltiples intentos de negociar entre los dos gobiernos y organizar nuevas elecciones a lo largo de 2017 y 2018. Jalifa Hafter y el primer ministro de Libia del Gobierno de Acuerdo Nacional, Fayez al-Sarraj, se reunieron y hablaron dos veces para las negociaciones, en noviembre de 2018 y febrero de 2019.
Las consultas cara a cara con 7000 libios y las consultas en línea con 130 000 libios durante 2018–2019, coordinadas por la Misión de Apoyo de las Naciones Unidas en Libia (UNSMIL) y el Centro para el Diálogo Humanitario, llevaron a un plan para celebrar la Conferencia Nacional de Libia en Ghadames del 14 al 16 de abril de 2019 para recomendar a la Cámara de Representantes de Libia y al Alto Consejo de Estado los métodos y fechas para la celebración de las elecciones presidenciales y parlamentarias de 2019 en Libia. Otros objetivos de la conferencia, a los que se invitó a representantes de todas las facciones políticas, incluyeron crear un gobierno de unidad entre Sarraj y Haftar y proponer un marco para crear una nueva constitución. En marzo de 2019, el avance de las fuerzas de Haftar en el sur y el oeste de Libia durante los últimos meses comenzó a preocupar a los organizadores de la conferencia. Ghassan Salamé, jefe de UNSMIL, declaró el 4 de abril de 2019 que la conferencia se pospondría debido al estallido de eventos militares, pero que se celebraría.

"tan pronto como sea posible porque no tenemos el derecho de permitir que esta oportunidad histórica se corrompa. Al mismo tiempo, no podemos pedir la presencia de la Conferencia, con los disparos de los cañones y las redadas en curso, sin asegurarnos de que que todos aquellos que estén dispuestos a responder a este histórico deber nacional desde todas las regiones del país puedan garantizar su seguridad y libertad expresando su opinión".

El 4 de abril de 2019, el mariscal Haftar publicó una grabación de audio en Facebook declarando la guerra al Gobierno del Acuerdo Nacional, reconocido internacionalmente, y anunciando que el LNA tomaría el control militar de la ciudad capital, Trípoli.
En respuesta, el gobierno de Trípoli, dirigido por el primer ministro Fayez al-Sarraj y el Consejo Presidencial, ordenó una movilización general de todas sus fuerzas de seguridad.

## Campaña Militar

### 4 de abril
En el primer día de la ofensiva, el 4 de abril de 2019, el Ejército Nacional Libio capturó a Garian. Haftar instó a las milicias pro-Gobierno de Acuerdo Nacional a rendirse, diciendo que "quienes depositan sus armas están a salvo, y quienes levantan la bandera blanca están a salvo". El ministro del Interior, Fathi Bashagha, condenó la ofensiva y declaró que "no seremos sometidos". por el uso de la fuerza por cualquier lado o persona. Y si alguien está dispuesto a usar la fuerza contra nosotros, estamos listos para el sacrificio, pero no renunciaremos a la democracia que siempre hemos querido desde el principio".

### 5 de abril
El 5 de abril, el Ejército Nacional de Libia declaró que habían capturado a Qasr ben Ghashir, Wadi al-Rabie y Suq al-Khamis. Ejército Nacional Libio luego marchó hacia Trípoli desde varias direcciones, llegando a las afueras de la ciudad después de recibir órdenes para capturar la ciudad. El Ejército Nacional Libio informó haber afirmado el control sobre la ciudad de Azizia. El Ejército Nacional capturó brevemente un punto de control clave, conocido como Puerta 27, en la carretera entre Trípoli y Túnez, pero se retiró de la noche a la mañana. El jefe del Consejo Presidencial de GNA, Faiz al-Sarraj, ordenó a las unidades aéreas leales al Gobierno de Acuerdo Nacional usar la fuerza contra la LNA para "contrarrestar las amenazas a los civiles". El ministerio del interior de la Gobierno de Acuerdo Nacional ordenó todas sus fuerzas para ser puesto en alerta máxima. El Consejo de Seguridad de las Naciones Unidas programó una reunión de emergencia el mismo día para discutir los recientes acontecimientos en Libia. Más tarde, el LNA informó haber capturado la ciudad de Suq al-Khamis, ubicada a 20 km al sur de Trípoli, luego de enfrentamientos con milicias pro- Gobierno de Acuerdo Nacional. Mientras tanto, el líder del Ejército Nacional Libio, el mariscal de campo Khalifa Haftar, se reunió con el secretario general de la ONU, António Guterres, en la oficina del primero en Tobruk. Durante las últimas horas del día, se desató una batalla en el Aeropuerto Internacional de Trípoli, en el que las fuerzas del Ejército Nacional Libio pudieron capturar con éxito el aeródromo y defenderlo de un contraataque del Gobierno de Acuerdo Nacional.

### 6 de abril
El 6 de abril, la fuerza aérea de LNA declaró a Libia occidental una zona de exclusión aérea y comenzó a atacar objetivos de GNA, después de que los aviones de GNA atacaron las posiciones de LNA en Mizdah y Suq al-Khamis. Haftar emitió órdenes contra el uso de aviones de la LNA en la batalla. El LNA informó haber recuperado la Puerta 27, así como haber afirmado el control sobre Salah al-Din y el barrio de Ain Zara en el sur de Trípoli, después de que las milicias pro-Gobierno de Acuerdo Nacional se rindieran al LNA. Al caer la noche, las fuerzas leales a la GNA lanzaron un contraataque en el aeropuerto del sur de Trípoli, que fue rechazado por el avance del Ejército Nacional Libio, según Haftar.

### 7 de abril
Un contingente militar de los Estados Unidos y un contingente de fuerzas de paz de la policía india fueron evacuados de Trípoli.
El coronel Mohamed Gnounou, el portavoz militar de GNA, anunció que comenzó una contraofensiva para reclamar los territorios en Trípoli tomados por el LNA, apodado "Operación Volcán de la Ira". La misión de la ONU en Libia solicitó un alto el fuego de dos horas en el sur de Trípoli para evacuar a los civiles.
En una declaración oficial, el Ministerio de Salud de la GNA declaró que sus víctimas fueron 21 muertos y 27 heridos.
El Ejército Nacional Libio realizó un ataque aéreo contra una posición GNA en el sur de Trípoli, el complejo militar de Bab al-Azizia, el primer ataque aéreo del LNA para atacar una parte de la ciudad. Se cree que Haftar tiene una fuerza aérea superior, suministrada por los Emiratos Árabes Unidos, aunque la Fuerza Aérea de Libia es nominalmente leal a la GNA.
Al final del día, un portavoz de LNA, el General de División Al-Mesmari, informó que el LNA llegó al barrio Fernaj de Trípoli y está avanzando a través de los vecindarios del este de la ciudad.

### 8 de abril
La fuerza aérea de GNA lanzó un ataque aéreo en la madrugada del lunes en al-Watiyah, la única base aérea capturada por LNA desde el lanzamiento de la operación, ubicada a 130 kilómetros (80 millas) al sureste de Trípoli.
Como parte de la operación Volcán de la ira lanzada por el Gobierno de Acuerdo Nacional, las milicias Mistrata se movilizaron en el frente de Trípoli para evitar que el ejército Libio la capturara.
El Ejército Nacional Libio se retiró del Aeropuerto Internacional de Trípoli después de choques con fuerzas del Gobierno de Acuerdo Nacional. Los combates en el aeropuerto continuaron después de la retirada.
También informó de haber capturado el campamento militar de Yarmuk en el sur de Trípoli. El LNA utilizó LMR de BM-21 Grad contra posiciones de GNA en represalia por los ataques aéreos del Gobierno de Acuerdo Nacional. El Aeropuerto Internacional Mitiga, controlado por el Gobierno de Acuerdo Nacional, fue golpeado repetidamente por ataques aéreos de Ejército Nacional, según se informa originados en lo que parecían ser aviones Mikoyan-Gurevich MiG-21 basados en la base aérea de al-Watiya en el oeste de Libia. El aeropuerto fue cerrado después de la redada. Cuando se cerró, Mitiga era el único aeropuerto en funcionamiento en Trípoli.
Atef Braqeek, el comandante de la Fuerza de Protección de Trípoli, declaró que el grupo tenía el control total de al-Hira y Aziziyah.
Según Libia al-Ahrar TV, citado por The Libya Observer, un equipo de "expertos militares" franceses llegó a Gharyan y creó una "sala de control para monitorear el ataque en Trípoli".

### 12 de abril
Un violenta batalla se libra desde el 12 de abril entre las fuerzas leales al gobierno nacional libio de Fayez al Sarraj y las milicias rebeldes de Jalifa Haftar alrededor de Suani, ciudad ubicada a unos 25 kilómetros al sur de Trípoli.

### 13 de abril
El presidente de la Cámara de Representantes con sede en Tobruk, Aguila Saleh Issa, pidió un levantamiento parcial del embargo internacional de armas impuesto a Libia, para permitir que los países armen legalmente al Ejército Nacional Libio. Afirmó que el gobierno con sede en Tobruk tiene la intención de celebrar elecciones después de capturar Trípoli. El Ejército del gobierno de Tobruk realizó varios ataques aéreos contra objetivos del Gobierno de Acuerdo Nacional en la parte sur de la ciudad, en medio de intensas batallas callejeras entre las dos partes. La Organización Mundial de la Salud entregó kits médicos a los hospitales locales, pero advirtió que Trípoli solo tiene suficientes suministros médicos durante dos semanas.

## Fracaso
A principios de junio de 2020 terminaba en fracaso la operación y las tropas de Hafter se replegaban a su bastión en el este de Libia.